# Zone (pièce de théâtre)
Pour les articles homonymes, voir Zone.
Zone est une pièce de théâtre québécoise de Marcel Dubé.
L'intrigue se construit autour de jeunes contrebandiers de cigarette vivant dans un faubourg non identifié (la mention de l'avenue Atwater suggère le quartier Saint-Henri à Montréal, mais dans ses descriptions du voisinage, Dubé s'inspirait plutôt de son quartier natal, le Faubourg à m'lasse au Centre-Sud de Montréal). Cette pièce voit le jour le 23 janvier 1953, lors du Festival Dramatique de l'Ouest du Québec.

## Argument
L'histoire commence avec les membres d'une bande de contrebandiers qui attendent leur chef, qui se charge de la tache de passer des cigarettes de contrebandes à travers la frontière canado-américaine (il en sera question pendant tout le long de la pièce). Les principaux figurants ont entre 16 et 21 ans et forment une bande de jeunes de la rue ne cherchant qu'à être écoutés. Leur principale source de revenus vient du trafic de cigarettes américaines qu'ils amènent au Québec en passant par les douanes. Pour ne pas éveiller les soupçons, la plupart d'entre eux occupent des emplois ordinaires (par exemple, Tit-Noir, l'un des trafiquants, travaille dans une manufacture de chaussures). Cependant, un jour, le chef du groupe, surnommé Tarzan, commet une grosse erreur en tuant un douanier américain en passant la démarcation entre les deux pays. Au même moment, des policiers enquêtent sur les activités suspectes de ce même homme... L'intrigue se forgera autour de cette vie quotidienne que mènent certaines personnes dans des quartiers pauvres du Québec.

## Personnages
- Tarzan (son vrai nom est François Boudreau), le chef. âgé de 21 ans, il est courageux et déterminé à protéger ses amis. Il entretient une relation particulière avec Ciboulette, la plus jeune et la seule fille de la bande. Tarzan passe le plus clair de son temps à s'occuper du trafic de cigarettes américaines qu'il entretient.
- Ciboulette, 16 ans. Adolescente très brave et qui fait preuve d'un grand courage, elle a peur de dévoiler ses sentiments à l'égard de Tarzan.
- Passe-Partout (son vrai nom est René Langlois), 20 ans. Le seul de la bande qui ne s'occupe pas de quelque chose de particulier. Il a la mauvaise habitude de faire les poches aux habitants des quartiers plus riches de la ville, ce que n'aiment pas les autres. Il est à la base de la plupart des conflits qui sont occasionnés parmi les trafiquants
- Moineau, 20 ans. Joueur de musique à bouche un peu particulier. Présenté comme un homme peu indépendant et peu intelligent, il est cependant très fidèle. Son rêve est d'acheter une nouvelle harmonica et devenir un joueur de musique professionnel.
- Tit-Noir (son vrai nom est Arsène Larue), 20 ans. Il travaille dans une manufacture de chaussures. Il rêvait de devenir prêtre, d'avoir une femme et des enfants. Lorsqu'il sera interrogé par la police à propos des agissements de Tarzan, il se montrera très fidèle envers son chef. Il est le comptable du gang, il est aussi très responsable face aux tâches qui lui sont assignées dans le groupe.
- Le chef, chef de police qui mènera l'interrogatoire des cinq personnages principaux.
- Ledoux, le détective qui a occasionné la découverte des pratiques de Tarzan et des autres
- Roger, l'assistant du chef de police.
- Johny, acolyte de Tarzan pour franchir les lignes.

## Analyse
La pièce, écrite alors que le Québec traversait une période de grande noirceur culturelle et politique, relate l'importance de l'appartenance à un groupe chez les jeunes. On y découvre que certains recherchent des personnes à qui se confier, d'autres de l'argent, tout simplement. La vie que mènent Tarzan, Passe-Partout, Moineau, Ciboulette et Tit-Noir est très différente de celle des gens appartenant à la classe moyenne, et le récit le démontre d'une façon tristement réaliste les inégalités sociales de l'époque.

## Résumé
Acte 1
Tarzan assemble un groupe d'adolescents qui, sous la pression de leurs situations familiales ou économiques, acceptent de vendre des cigarettes de contrebande au Canada en provenance des États-Unis. Ciboulette, la plus jeune du groupe et la seule femme, est en amour avec Tarzan, mais ne le révèle pas, bien que Tit-Noir l'exhorte de le faire. Tarzan risque d'être capturé lorsqu'il traverse la frontière canado-américaine avec des cigarettes de contrebande. Alors que les autres attendent le retour de Tarzan, Passe-Partout tente de supplanter Tarzan en tant que leader du gang, et désobéit aux instructions de Tarzan en volant le portefeuille d'un passant, qui est en fait un agent de police, Ledoux. Tarzan retourne à la cachette, mais Ledoux arrive à la planque du gang et arrête les adolescents avec une brigade de la police.
Acte 2
Le deuxième acte commence dans la salle d'interrogatoire au poste de police. Chaque membre est interrogé individuellement. Pendant les interrogatoires, la police reçoit un appel les informant qu'une patrouille garde-frontière a été assassinée plus tôt ce jour-là. Le chef de la police interroge Passe-Partout, qui révèle que Tarzan avait traversé la frontière le même jour. Sous l'impression que les autres membres du gang l'ont trahi, Tarzan avoue l'assassinat du douanier.
Acte 3
Dans le troisième acte, Tarzan s'évade de prison et confesse son affection pour Ciboulette. Ciboulette suggère un mariage de fortune dans le repaire, mais Tarzan refuse, ne voulant pas faire en sorte que sa mort certaine ne soit encore plus douloureuse pour Ciboulette. Tarzan s'enfuit dans la nuit, suivi par la police. Plusieurs coups de feu sont entendus peu après, suivi d'un silence. Le rideau se referme sur Ciboulette couchée sur le cadavre de Tarzan.